# Federação Paranaense de Futebol
De Federação Paranaense de Futebol (Nederlands: Voetbalfederatie van Paraná) werd opgericht op 4 augustus 1937 en controleert alle officiële voetbalcompetities in de staat Paraná. De federatie vertegenwoordigt de voetbalclubs bij de overkoepelende CBF en organiseert de Campeonato Paranaense en de Taça FPF.
Acre · Alagoas · Amapá · Amazonas · Bahia · Ceará · Espírito Santo · Federaal District · Goiás · Maranhão · Mato Grosso · Mato Grosso do Sul · Minas Gerais · Pará · Paraíba · Paraná · Pernambuco · Piauí · Rio de Janeiro · Rio Grande do Norte · Rio Grande do Sul · Rondônia · Roraima · Santa Catarina · São Paulo · Sergipe · Tocantins